# 129152 Jaystpierre
129152 Jaystpierre è un asteroide della fascia principale. Scoperto nel 2005, presenta un'orbita caratterizzata da un semiasse maggiore pari a 2,7884051 UA e da un'eccentricità di 0,1015668, inclinata di 9,95644° rispetto all'eclittica.